# NHA 1914/15
Die Saison 1914/15 war die sechste reguläre Saison der National Hockey Association (NHA). Meister wurden die Ottawa Senators.

## Teamänderungen
Folgende Änderungen wurden vor Beginn der Saison vorgenommen:
- Die Toronto Ontarios änderten ihren Namen in Toronto Shamrocks.

## Modus
In der Regulären Saison absolvierten die sechs Mannschaften jeweils 20 Spiele. Die beiden Erstplatzierten bestritten zwei Playoffspiele gegeneinander, wobei die Mannschaft mit dem besseren Torverhältnis aus beiden Spielen Meister wurde. Für einen Sieg erhielt jede Mannschaft zwei Punkte, bei einem Unentschieden einen Punkt und bei einer Niederlage null Punkte.

## Saisonverlauf
Aufgrund des Ausbruchs des Ersten Weltkriegs sanken die Zuschauerzahlen und die Gehälter der Spieler wurden drastisch gesenkt. Eine Spielergruppe um Art Ross drohte eine eigene Liga zu gründen, weshalb Ross durch die NHA vorübergehend vom Spielbetrieb ausgeschlossen wurde, schließlich einigte man sich allerdings doch noch. Während der regulären Saison erreichten die Ottawa Senators und Montreal Wanderers gleichauf mit jeweils 28 Punkten den ersten Platz der regulären Saison. In den Playoffs gewann Ottawa das Hinspiel souverän mit 4:0 und konnte sich eine 0:1-Rückspiel-Niederlage leisten.

## Reguläre Saison

### Tabelle
Abkürzungen: GP = Spiele, W = Siege, L = Niederlagen, T = Unentschieden, GF = Erzielte Tore, GA = Gegentore, Pts = Punkte
|                       | GP | W  | L  | T | GF  | GA | Pts |
| --------------------- | -- | -- | -- | - | --- | -- | --- |
| Ottawa Senators       | 20 | 14 | 6  | 0 | 74  | 65 | 28  |
| Montreal Wanderers    | 20 | 14 | 6  | 0 | 127 | 82 | 28  |
| Quebec Bulldogs       | 20 | 11 | 9  | 0 | 85  | 85 | 22  |
| Toronto Blueshirts    | 20 | 8  | 12 | 0 | 66  | 84 | 16  |
| Toronto Shamrocks     | 20 | 7  | 13 | 0 | 76  | 96 | 14  |
| Canadiens de Montréal | 20 | 6  | 14 | 0 | 65  | 81 | 12  |

## Playoffs
- Ottawa Senators – Montreal Wanderers 4:1 (4:0, 0:1)

## Stanley Cup Challenge
In den Entscheidungsspielen um den Stanley Cup unterlagen die Ottawa Senators den Vancouver Millionaires aus der Pacific Coast Hockey Association in einer Best-of-Five-Serie mit einem Sweep. Die Millionaires waren die erste Mannschaft seit Gründung der PCHA die den Stanley Cup gewinnen konnte.